# Joannicus III di Costantinopoli
Joannicus III (in greco Ιωαννίκιος Γ΄?, in serbo Јоаникије III?, nato Ioannis Karatzas; 1700 – Heybeliada, 1793) è stato un arcivescovo ortodosso greco, patriarca serbo ortodosso dal 1737 al 1746 e patriarca ecumenico di Costantinopoli dal 1761 al 1763.

## Biografia
Ioannis Karatzas nacque intorno al 1700 dall'influente famiglia dei fanarioti Caragea di origine bizantina greca. Divenne diacono e prestò servizio al patriarca Paisio II, in seguito fu nominato protosincello. 
Con il trattato di Belgrado del 1739 che pose fine alla guerra russo-turca (1735-1739), il Regno di Serbia cessò di esistere. Il sultano ottomano depose il patriarca serbo Arsenio IV, a favore della monarchia asburgica, e a guerra in corso nominò il greco Ioannis, che prese il titolo di arcivescovo di Peć e patriarca serbo. Tra i fedeli serbi era conosciuto come Joanikije (Јоаникије), e fu scritto che venne nominato dal "potente [dominio dei] turchi, e non da un'elezione da parte dell'(assemblea) [serba] sabor". Il precedente patriarca Arsenio IV si trasferì nei territori sotto il controllo asburgico insieme a molti connazionali, durante quelle che sono conosciute come le grandi migrazioni serbe. Arsenio IV mantenne il rango patriarcale riconosciuto dall'Imperatore Carlo VI d'Asburgo e dalle autorità serbe in esilio, divenne de facto metropolita di Karlovci (già sede metropolitana per i territori croati e ungheresi), mantenendo comunque profondi legami con i serbi dell'Impero ottomano posti sotto la cura di Joannicis tanto che la Chiesa serba fu divisa praticamente in due obbedienze fino alla morte di Arsenio nel 1748 e ad un accordo nel 1749.
Joannicus rimase patriarca serbo fino al 1746, quando, gravato da debiti causati dal suo tenore di vita, fu costretto a vendere il titolo per pagare i suoi creditori. 
Dopo essere ritornato a Costantinopoli, nel settembre del 1747, fu eletto metropolita di Calcedonia. Il 26 marzo 1761 venne eletto patriarca ecumenico di Costantinopoli, titolo che mantenne fino al 21 maggio 1763, quando fu deposto ed esiliato sul Monte Athos.
Grazie al sostegno della sua famiglia, Joannicus tornò dall'esilio e poté usufruire delle entrate del monastero dell'isola di Heybeliada, luogo dove morì nel 1793.